# Fate Marable
Fate Marable (Paducah (Kentucky), 2 december 1890 – Saint Louis (Missouri), 16 januari 1947) was een Amerikaanse bandleider en -pianist. Hij leidde tientallen jaren bands op stoomschepen die op de Mississippi voeren en nam jonge musici aan die later beroemd werden, zoals Louis Armstrong, Johnny Dodds, King Oliver en Red Allen. Op de boten speelde hij ook kalliope.
Marable leerde pianospelen van zijn moeder en trad als kind voor het eerst op in het openbaar. Toen hij zeventien was, ging hij spelen op stoomschepen op de Mississippi. Hij speelde met zijn orkest (Kentucky Jazz Band, later Fate Marable Orchestra) op de stoomschepen van Streckfus Line, die van New Orleans naar Minneapolis voeren en zou dit werk tot 1940 doen. Marable was enthousiast over de nieuwe jazz-sound in New Orleans en hij nam dan ook veel musici uit die stad aan. Zijn orkest werd een belangrijke opleidingsschool voor jazzmusici die later (soms zeer) beroemd werden: Louis Armstrong, Red Allen, Baby Dodds, Johnny Dodds, Pops Foster, Jimmy Blanton, Narvin Kimball, Al Morgan en bijvoorbeeld Zutty Singleton. De musici moesten van alles spelen, van lichte muziek tot hotjazz, maar kregen ook ruimte te improviseren. Voor alles gold, dat de luisteraars en dansers tevreden moesten zijn. In de jaren dertig deelde hij het leiderschap af en toe met Charlie Creath. 
Marable was ook bekend als kalliope-bespeler. De stoom was zo heet, dat hij een regenjas en handschoenen moest dragen.
In 1940 moest hij door een geïnfecteerde vinger stoppen met muziek spelen. Midden jaren veertig was hij weer terug en speelde hij piano in clubs in en rond St. Louis. Marable stierf aan de gevolgen van een longontsteking.
Van Marable zijn slechts twee plaatopnames gemaakt.
- Bibliothèque nationale de France: cb142029679 (data)
- International Standard Name Identifier: 0000 0000 6370 8576
- Library of Congress Control Number: n87131592
- MusicBrainz: 80c3d39f-3729-4184-9357-6f2feb82de83
- Nationale Bibliotheek van Tsjechië: ola2002159326
- SNAC: w6583f7s
- Trove: 1111939
- Virtual International Authority File: 8896568
- WorldCat: E39PBJtCDkQ97jDCtmthWPdqQq